# Ritsuko Pooh
Ritsuko Pooh   (prefectura de Hyōgo, 1960) és una obstetra, ginecòloga i professora japonesa. Pooh és presidenta del Clinical Research Institute of Fetal Medicine Pooh Maternity Clinic (CRIFM) i CEO de Ritz Medical Co., Ltd.
Ritsuko Kimata Pooh va néixer a Osaka, Japó, el 1960. Es va graduar al Departament de Dret de la Universitat de Keio, Tòquio, i es va graduar a la Facultat de Medicina de la Universitat de Tokushima amb punts de vista socials, legals i ètics. Després de graduar-se a la facultat de medicina el 1990, ha dedicat la major part del temps a la investigació clínica i la investigació sobre sonoembriologia i sonogenètica en perinatologia.
Pooh va rebre el Premi Alfred Kratochwil durant el congrés ISUOG el 2011, el premi a la consecució de tota la vida durant el WCPM (Congrés Mundial de Medicina Perinatal) el 2015 i la medalla Sir William Liley durant el Congrés Internacional sobre el fetus com a pacient el 2016.

## Premis
- Premi Alfred Kratochwil, The International Society of Ultrasound in Obstetrics and Ginecology (2011, Los Angeles)[2]
- Premi a la realització de la vida, Associació Mundial de Medicina Perinatal (2015, Madrid)[3]
- Premi Sir William Liley, The International Society of The Fetus as a Pacient (2016, Tirana)
- Breu Premi de la presentació oral, el 26 ° Congrés Mundial de Ultrasò en Obstetrícia i Ginecologia (2016, Roma)[4] importància de -Clinical 3D HDlive silueta / cabal en neurosonoembryology i neurosonography- fetal
- Premi "Magnífics èxits en la visualització del desenvolupament humà primerenc" (2019, Istanbul)
- Premi d’encoratjament del Congrés JSOG, Societat Japonesa d’Obstetrícia i Ginecologia (2020, Tòquio)